# Подграђе Петроварадина
Подграђе (лат. Suburbium), стари део Петроварадина локално познат и као Градић, је стара барокна четврт која се налази у доњем делу Петроварадинске тврђаве. Окружују га шанчеви који су некада били испуњени водом. Подграђе се данас налази на магистралном путу који се протеже од центра Новог Сада преко Варадинског моста ка новијем делу Петроварадина, старим путем ка Инђији и Београду.
У Подграђу и око њега, у старим шанчевима се данас већином налазе објекти војске Србије као и војна болница, али има и становника, који су претежно хрватске националности. У једној од кућа у Подграђу је рођен бан Хрватске Јосип Јелачић.
Прва фаза настанка Подграђа везује се за период од 1692. до 1728. године и њему припадају сакрални објекти. Некадашњи фрањевачки манастир укинут је наредбом престолонаследника Јосифа II 1772. године када је адаптиран у војну болницу. У првој половини 18. века настали су следећи објекти: Команда тврђаве, Магистрат, Бискупска резиденција, Грађевински магацин и Главни арсенал. Од половине века саграђени су Главна малтарница, зграда Шајкашког батаљона, зграда Дворског коморног комесара, Војна апотека, Београдска капија, као и низ других објеката. До 1768. године облик бастиона око Подграђа добија нови изглед који је и данас видљив.

## Галерија
- Београдска капија
- Зграда војне болнице
- Београдска улица
- Београдска улица
- Римокатоличка црква св. Јурја